# Shang’an (köpinghuvudort i Kina, Hebei Sheng, lat 38,06, long 114,21)
Shang'an är en köpinghuvudort i Kina. Den ligger i provinsen Hebei, i den norra delen av landet, omkring 280 kilometer sydväst om huvudstaden Peking. Antalet invånare är 24 397. Befolkningen består av 11 482 kvinnor och 12 915 män. Barn under 15 år utgör 16,0 %, vuxna 15-64 år 73 %, och äldre över 65 år 9,0 %.
Runt Shang'an är det tätbefolkat, med 459 invånare per kvadratkilometer. Närmaste större samhälle är Tianchang, 18,3 km väster om Shang'an. Trakten runt Shang'an består till största delen av jordbruksmark.
Genomsnittlig årsnederbörd är 656 millimeter. Den regnigaste månaden är juli, med i genomsnitt 206 mm nederbörd, och den torraste är december, med 4 mm nederbörd.